# زبان‌های چکاوک در درخت زبان گنجشک
Larks 'Tongues in Aspic (زبان چکاوک‌ها در درخت زبان گنجشکی) پنجمین آلبوم استودیویی توسط گروه راک پیشرو انگلیس King Crimson است که در ۲۳ مارس ۱۹۷۳ از طریق Island Records در انگلیس و Atlantic Records در ایالات متحده و کانادا منتشر شد. این آلبوم اولین تجسم پنجم King Crimson بود.
رابرت فریپ، عضو اصلی و گیتاریست و اعضای جدید جان وتان (خواننده، باس)، دیوید کراس (ویولن، ملوترون)، جیمی مویر (سازهای کوبه ای) و بیل برفورد (درام). این آلبوم همچنین با توجه به موسیقی کلاسیک اروپای شرقی و بداهه پردازی آزاد اروپا به عنوان تأثیرات اصلی، یک آلبوم مهم در تکامل گروه است.
در پایان تور برای تبلیغ آلبوم قبلی کینگ کریمسون، جزیره‌ها، فریپ بهمراه سه عضو دیگر گروه (مل کالینز، بوز باررل و یان والاس) شرکت کردند. کالینز اظهار داشت که از او خواسته شد تا در ترکیب جدید گروه باقی بماند، اما او تصمیم گرفت که ادامه ندهد. سال گذشته نیز شاهد برکناری غزل سرای گروه و مدیر هنری، پیتر سینفیلد بود. رابرت فریپ به ناسازگاری در حال رشد موسیقی (و گاهی شخصی) با سایر اعضا اشاره کرده بود، و اکنون مشغول نوشتن موسیقی شدیدتر بود که کمتر از تأثیرات آشنا آمریکایی و بیشتر از تأثیراتی مانند بلا بارتوک (نوازنده مجارستانی) و بداهه پردازی آزاد استفاده می‌کرد.
برای پیگیری این ایده‌های جدید (برای کینگ کریمسون)، رابرت فریپ ابتدا گیتاریست / خواننده باس جان وتون (دوست دیرین گروه را که پیش از این حداقل یک بار برای پیوستن به آن لابی کرده بود اما در این بین به عضویت خانواده درآمده بود) استخدام کرد. دومین استخدام جیمی مویر، به‌طور آزمایشی -نوازنده سازهای کوبه ای شد.
رابرت فریپ برای همراهی مویر، درامر بیل بردفورد از گروه یس را استخدام کرد. یکی دیگر از تحسین کنندگان با سابقه کینگ کریمسون، برفورد احساس کرد که در آن مرحله تمام تلاش خود را با گروه یس انجام داده‌است و مشتاق است گروه را ترک کند قبل از اینکه آنها تور نزدیک به اوج خود را آغاز کنند، با این باور که در موسیقی جاز آزمایشی کینگ کریمسون، گرایش یافته و ایده گسترده‌تری برای موسیقی او خواهد بود. عضو آخر گروه جدید دیوید کراس، نوازنده ویولون، کیبورد و نوازنده گاه به گاه فلوت بود.